# Carlo Scarascia-Mugnozza
Carlo Scarascia-Mugnozza né le 19 avril 1920 à Rome et mort dans la même ville le 13 mai 2004 est un homme politique italien et vice-président de la Commission européenne.

## Biographie
Carlo Scarascia-Mugnozza passe la laurea en 1938 et obtient son diplôme de Droit à l’université du Latran. Pendant la Seconde Guerre mondiale, il s'embarque comme volontaire avec le grade de sergent pour le front de l’Afrique du nord où il est décoré de la Médaille d’argent et de la Croix de guerre à la valeur militaire. De retour en Italie, il suit une formation d’élève-officier puis, en 1945, devient avocat
et membre du Parti démocrate-chrétien (DC). Depuis 1953, il a été élu pour quatre sessions législatives à la Chambre des députés italienne. De 1961 à 1972, il a été membre du Parlement européen.
En 1972 Scarascia-Mugnozza a été vice-président de la Commission européenne et commissaire à l'agriculture de la Commission Mansholt. En 1973, il a été vice-commissaire aux affaires du Parlement, de l'environnement et de la circulation. De 1982 à 1990, il a été président du Centre international d'études agronomiques méditerranéennes à Paris.

## Source de traduction
- (de) Cet article est partiellement ou en totalité issu de l’article de Wikipédia en allemand intitulé « Carlo Scarascia-Mugnozza » (voir la liste des auteurs).